# Pongah indooroopilly
Pongah indooroopilly är en insektsart som beskrevs av Otte, D. och R.D. Alexander 1983. Pongah indooroopilly ingår i släktet Pongah och familjen Mogoplistidae. Inga underarter finns listade i Catalogue of Life.